# Wangfang
Wangfang (kinesiska: 王坊, 王坊镇) är en köping i Kina. Den ligger i provinsen Hunan, i den södra delen av landet, omkring 83 kilometer sydost om provinshuvudstaden Changsha. Antalet invånare är 28421. Befolkningen består av 13 961 kvinnor och 14 460 män. Barn under 15 år utgör 17,0 %, vuxna 15-64 år 73 %, och äldre över 65 år 9,0 %.
Genomsnittlig årsnederbörd är 2 042 millimeter. Den regnigaste månaden är maj, med i genomsnitt 332 mm nederbörd, och den torraste är oktober, med 35 mm nederbörd.